# Temazepam
Temazepam – organiczny związek chemiczny, pochodna 1,4-benzodiazepiny, krótko działający lek psychotropowy o działaniu nasennym, uspokajającym oraz słabszym przeciwdrgawkowym i rozluźniającym napięcie mięśniowe, znajdujący zastosowanie także w dysforii w padaczce.
Temazepam został pierwszy raz zsyntetyzowany w 1964 roku, natomiast do lecznictwa wprowadzony pod nazwą handlową Restoril w 1969 roku.

## Działanie
Temazepam działa przeciwlękowo i nasennie przez pobudzanie receptorów benzodiazepinowych. W konsekwencji, poprzez nasilenie działania GABA, następuje otwarcie sprzężonych z receptorem GABAA kanałów chlorkowych co w ostateczności skutkuje przechodzeniem jonów chlorkowych do wnętrza neuronów, ich hiperpolaryzację i zahamowanie aktywności.

## Wskazania do stosowania
Doraźnie i krótkotrwale:
- w leczeniu ciężkich zaburzeń snu w przypadkach, gdy bezsenność powoduje znacznie nasilone wyczerpanie u pacjenta
- w premedykacji (przygotowanie do zabiegów chirurgicznych i uciążliwych badań diagnostycznych)

Stany napięcia i niepokoju związane z problemami dnia codziennego nie są wskazaniem do stosowania leku.

## Przeciwwskazania
- nadwrażliwość na benzodiazepiny
- ciężka niewydolność oddechowa
- zespół bezdechu nocnego
- ciężka niewydolność wątroby
- Myasthenia gravis
- zatrucie alkoholem lub lekami działającymi hamująco na ośrodkowy układ nerwowy
- wiek pacjenta poniżej 18 roku życia.

## Środki ostrożności
1. Przed rozpoczęciem leczenia należy określić przyczynę bezsenności.
2. Podczas leczenia może rozwinąć się psychiczne i fizyczne uzależnienie – szczególnie ostrożnie stosować u pacjentów z uzależnieniem od alkoholu, narkotyków lub innych leków w wywiadzie.
3. Regularne stosowanie temazepamu może prowadzić do rozwoju tolerancji.
4. Po zakończeniu leczenia preparatem może pojawić się tzw. bezsenność z odbicia (nawrót objawów o większym nasileniu).
5. Ze względu na ryzyko wstąpienia niepamięci następczej należy zapewnić pacjentowi 7-8 h nieprzerwanego snu po zażyciu leku.
6. Jedyny preparat zarejestrowany w Polsce[4] zawiera laktozę – nie powinien być stosowany u pacjentów z rzadko występującą dziedziczną nietolerancją galaktozy, niedoborem laktazy typu Lappa lub zespołem złego wchłaniania glukozy-galaktozy.
7. Preparatu nie należy stosować w ciąży i w okresie karmienia piersią. U dzieci matek, które długotrwale przyjmowały benzodiazepiny w ostatnim okresie ciąży, może wystąpić uzależnienie fizyczne oraz ryzyko wystąpienia objawów odstawiennych w okresie po urodzeniu.
8. Lek może osłabiać zdolność prowadzenia pojazdów mechanicznych i obsługi maszyn, pacjenci powinni unikać tych czynności w trakcie leczenia i 3 dni po jego zakończeniu.
9. Preparatu nie należy stosować jako jedynego leku w leczeniu depresji lub lęku związanego z depresją (zwiększone ryzyko prób samobójczych).
10. W trakcie leczenia oraz przez 3 dni po jego zakończeniu nie należy pić alkoholu.

## Interakcje
Opioidowe leki przeciwbólowe, inhibitory MAO, leki przeciwdrgawkowe, anestetyki, leki nasenne, leki psychotropowe, leki przeciwdepresyjne, leki przeciwhistaminowe, leki hipotensyjne o działaniu ośrodkowym oraz alkohol nasilają depresyjny wpływ temazepamu na ośrodkowy układ nerwowy.

## Działania niepożądane
- senność, spowolnienie reakcji
- osłabienie mięśni, ataksja
- zamazane widzenie
- nudności, dolegliwości żołądkowe
- uczucie suchości w jamie ustnej.

Podczas leczenia może rozwinąć się psychiczne i fizyczne uzależnienie. Przerwanie leczenia może wywołać zespół abstynencyjny: ból głowy, ból mięśni, zwiększony lęk, napięcie, niepokój, dezorientacja, drażliwość; w ciężkich przypadkach: derealizacja, depersonalizacja, nadwrażliwość na dźwięki, światło, hałas, kontakt fizyczny, uczucie drętwienia i mrowienia kończyn, omamy, napady padaczkowe. Po przerwaniu leczenia może też wystąpić nasilenie bezsenności "z odbicia". Podczas terapii może ujawnić się wcześniej istniejąca niezdiagnozowana depresja.

## Dawkowanie
Dawkę leku i czas podawania należy ustalać indywidualnie, należy stosować najmniejszą skuteczną dawkę przez możliwie jak najkrótszy czas. Temazepamu nie powinno się podawać dłużej 4 tygodnie wliczając w to okres stopniowego odstawiania leku.
Zaburzenia snu: zwykle 10–20 mg podawane 30min przed snem, w razie braku odpowiedzi na lek dawkę można zwiększyć do 40 mg na dobę.

Premedykacja: zwykle 20–40 mg w dawce jednorazowej 30–60min przed planowanym zabiegiem.

## Przedawkowanie
Podobnie, jak w przypadku innych benzodiazepin, celowe lub przypadkowe przedawkowanie temazepamu rzadko może stanowić zagrożenie dla życia, z wyjątkiem przypadków, gdy został on zażyty jednocześnie ze środkami hamującymi czynność ośrodkowego układu nerwowego (w tym z alkoholem).
Do częstych objawów przedawkowania należą: senność, zaburzenia koordynacji, zaburzenia mowy oraz ataksja i depresja oddechowa. Po doustnym przyjęciu większych ilości leku wskazane jest jak najszybsze wykonanie płukania żołądka lub podanie węgla aktywnego aby zapobiec dalszemu wchłanianiu leku. W przypadku silnego zahamowania czynności ośrodka oddechowego można rozważyć podanie flumazenilu, który jest antagonistą receptora benzodiazepinowego. Flumazenil może być stosowany jedynie pod ścisłym nadzorem medycznym ze względu na krótki okres półtrwania i możliwość nawrotu objawów przedawkowania oraz działaniu wywołującym drgawki.

## Preparaty
Dostępny w Polsce preparat prosty:
- Signopam (Tarchomińskie Zakłady Farmaceutyczne „Polfa” SA) – tabletki 10 mg, 20szt.

Preparat jest produkowany od 1977 roku.